# Sabrina Lembo
Sabrina Lembo (Roma, 27 settembre 1980) è una scrittrice e traduttrice italiana.

## Biografia
Sabrina Lembo è una scrittrice e traduttrice di origini molisane. Impegnata da sempre in progetti a carattere culturale e sociale, è ideatrice insieme a Maria Grazia Cucinotta di Anche io ho denunciato un progetto internazionale contro la violenza psicologica e fisica sulla donne, tratto dall'omonimo libro in italiano e spagnolo, di cui è autrice.
Designata alla Rete Grinzane Europa per la traduzione, ha lavorato nei principali progetti del Premio Grinzane Cavour, occupandosi di organizzazione culturale internazionale. Nel 2004 inizia la sua collaborazione con la rivista Quaderni Ibero Americani, una delle più antiche riviste di ispanistica italiana, dove ha tradotto e recensito i maggiori intellettuali contemporanei del mondo ispano- americano, tra cui Luis Sepúlveda, Mario Vargas Llosa, Javier Cercas, Alfredo Conde, Mempo Giardinelli, Bernardo Atxaga, Laura Restrepo, Jorge Angel Pérez.
È autrice di diversi saggi, tra cui Llanto por Ignacio Sánchez Mejías di Federico García Lorca. Traduzioni a confronto (Aracne editore), AttraVerso (Perrone editore) , Froitos do tempo (Edicións Embora), Tra cielo e fango (L'Erudita editore).
L'8 marzo 2021, in occasione della Giornata della Donna, le viene conferito il Premio Internazionale Buone Pratiche per ”il Coraggio delle Donne”  il riconoscimento promosso dal Parlamento Europeo e NewsReminder è per la diffusione non solo in Italia del libro- progetto Anche io ho denunciato, También yo he denunciado.
In occasione della 81ª edizione della Fiera del Libro di Madrid viene designata come autrice rivelazione nello scenario letterario con il Premio Escriduende, confermandola tra gli autori italiani più apprezzati all’estero per la sua scrittura e impegno sociale.

## Opere
- Llanto por Ignacio Sánchez Mejías di Federico García Lorca. Traduzioni a confronto di Sabrina Lembo Aracne editore, Roma, 2013 ISBN 978-88-548-6654-6
- AttraVerso di Sabrina Lembo Perrone editore, Roma, 2015 ISBN 978-88-6004-399-3
- Froitos do tempo , AA.VV. Edicións Embora, Ferrol, A Coruña, Spain, 2015 ISBN 978-849-264-4988
- Tra cielo e fango di Sabrina Lembo L'Erudita editore, Roma, 2017 ISBN 9788867702725
- Anche io ho denunciato, También yo he denunciado, di Sabrina Lembo, Amazon, 2019 ISBN 978-169-096-0409
- A través del verso, di Sabrina Lembo. Sial Pigmalion, Madrid, 2022 ISBN 9788419370037